# محله اکبری
محله اکبری، روستایی از توابع بخش مرکزی شهرستان بوانات در استان فارس ایران است.

## جمعیت
این روستا در دهستان مزایجان قرار دارد و براساس سرشماری مرکز آمار ایران در سال ۱۳۸۵، جمعیت آن ۳۲۷ نفر (۸۵خانوار) بوده‌است.
روستای اکبری یکی از قدیمی‌ترین روستاهای بخش مزایجان شهرستان بوانات می‌باشد این روستا در قسمت شرقی آباده مرشدی قرار دارد. دارای آب وهوای کوهستانی است. از قسمتهای مختلفی تشکیل شده است؛ که شامل:
۱- محله حمزه
۲- زمین‌های ملا حسن
۳- باغ‌های حسن مرجبو
۴- زمینهای زیدانی
۵- باغ نو
۶- زمین‌های شی جوی
۷- باغ بیات
۸-باغ کدبال باغ‌های رز نو
فاصله‌ای روستا تا شهر بوانات ۲۵کیلومتر است.
واحداموزشی :یک دبستان قدیمی ۵ کلاسه در این دبستان ۱۲ دانش آموز مشغول به تحصیل هستند.
جاهای دیدنی :سروتنومند اکبری